# Општина Хида (Салаж)
Хида (рум. Hida) општина је у Румунији у округу Салаж.
Oпштина се налази на надморској висини од 288 m.